# Savoy Theatre (New York)
Ne doit pas être confondu avec le Savoy Theatre à Londres
Le Savoy Theatre, appelé au départ Shley Music Halls, était un théâtre de Broadway situé au 112 de la 34e Rue ouest à Manhattan, New York. Il pouvait accueillir 840 spectateurs,. Bâti en 1900 sur des plans de l'architecte Michael Bernstein, il sera dirigé par Charles Frohman avant de devenir un cinéma. Le bâtiment est détruit en 1952.

## Histoire
Le Shley's Theatre ouvre le 26 février 1900 mais est rebaptisé Savoy Theatre au bout de huit mois en octobre 1900,. Le bâtiment est construit dans un style victorien tardif avec un intérieur néo-Renaissance. Il n'a pas de fauteuils mais des sièges pliants. L'auditorium est pourvu de balcons et de loges.
On y présente des spectacles de variétés et des pièces de théâtre jusqu'en 1910, après quoi le bâtiment est cédé et devient un cinéma. Il sera exploité par Walter Reade Sr. (en) (1884-1952) qui créera plus tard une grande chaîne de cinémas, la Walter Reade Organization. Fermé en 1952, il est démoli la même année.
Il ne doit pas être confondu avec d'autres théâtres du même nom : le Savoy Theatre, situé 1195-1203 Broadway de 1896 à 1897, et le Savoy Theatre de William Fox au 1515 Bedford Avenue à Brooklyn.

## Spectacles (liste non exhaustive)
- Soldiers of Fortune d'Augustus Thomas (1902)
- The Girl with the Green Eyes de Clyde Fitch (1902-1903.)
- Mrs. Wiggs of the Cabbage Patch (en) (1903-1905)
- The Walls of Jericho d'Alfred Sutro (en) (1905-1906)
- Mr. Hopkinson (1906)
- The Man of the Hour de George Broadhurst (en) (1906-1908)
- The Battle by Cleveland Moffett (en) (1908-1909)
- The Awakening of Helena Richie (en) (1909-1910)